# Струмишка петорка
Струмишката петорка (на македонска литературна норма: Струмичката петорка, или Петте струмички студенти) са струмичаните студенти Мирчо Хр. Пецев, Стефан К. Топчев, Борислав Ал. Белев, Георги Т. Костуранов и Георги Т. Яръмов, участващи в революционна група, близка до идеите на ВМРО за извоюване на политическа независимост на Социалистическа република Македония.
Комунистическите власти арестуват петимата студенти под претекст, че обмислят бягство зад граница в Гърция. Хора на УДБА ги отвеждат до село Дорломбос в Беласица, където на 13 август 1951 година ги разстрелват без присъда и изпотрошават костите им. На някои от тях изрязват пръстите, а на всички изваждат очите. На погребението на убитите се стича половината град, като Борислав Белев е погребан отделно, а другарите му са погребани заедно, като близките им изграждат голям надгробен паметник, но след 3 – 4 месеца УДБ-а го взривява.
Случаят получава широк международен отглас, а скоро след това в Ню Джърси, САЩ, и в Сао Пауло, Бразилия, Македонската патриотична организация създава свои структури с името „Струмишката петорка“.
След демократичните промени в Северна Македония се дава гласност на политическото убийство. В родния им град се изнасят панихиди на годишнината от убийството на студентите. През 2001 година в центъра на Струмица е открит паметник на петимата студенти. Техен паметник е предвиден да бъде поставен в Музея на македонската борба в Скопие.